# Bilashpur
Bilashpur (nepalski: विशालपुर) – gaun wikas samiti w zachodniej części Nepalu w strefie Mahakali w dystrykcie Baitadi. Według nepalskiego spisu powszechnego z 2011 roku liczył on 699 gospodarstw domowych i 4174 mieszkańców (2167 kobiet i 2007 mężczyzn).